# Pogostemon cristatus
Pogostemon cristatus là một loài thực vật có hoa trong họ Hoa môi. Loài này được Hassk. miêu tả khoa học đầu tiên năm 1843.